# Alkmaar Zaanstreek 2016-2017
Questa voce raccoglie le informazioni riguardanti l'Alkmaar Zaanstreek nelle competizioni ufficiali della stagione 2016-2017.

## Stagione
Trascinato dalle reti di Jahanbakhsh e Weghorst, in campionato l'AZ chiude in sesta posizione, valida per i play-off che qualificano alla UEFA Europa League: la squadra di Alkmaar raggiunge la finale con l'Utrecht e vince l'andata 3-0, salvo perdere il ritorno col medesimo punteggio ed essere sconfitta ai rigori. Va meglio in coppa, dove il club bianco rosso è agevolato dal tabellone e raggiunge la finale contro il Vitesse: nell'ultimo match del torneo cede di due reti negli ultimi minuti.
In Europa gli olandesi superano la concorrenza di PAS Giannina e Vojvodina, accedendo alla fase a gironi. L'AZ parte male nel raggruppamento, racimolando un punto nel corso delle prime quattro giornate prima di vincere le restanti due partite contro Dundalk (0-1) e Zenit San Pietroburgo (3-2) totalizzando otto punti: la squadra passa il girone dietro ai russi e davanti al Maccabi Tel Aviv staccato di una lunghezza. L'avventura europea dell'AZ si arresta ai sedicesimi di finale contro l'Olympique Lione: i francesi vincono 4-1 all'andata e 7-1 a Lione.

## Rosa
| N. |                        | Ruolo | Calciatore            |
| -- | ---------------------- | ----- | --------------------- |
| 1  | Uruguay (bandiera)     | P     | Sergio Rochet         |
| 2  | Svezia (bandiera)      | D     | Mattias Johansson     |
| 3  | Paesi Bassi (bandiera) | D     | Rens van Eijden       |
| 4  | Paesi Bassi (bandiera) | D     | Ron Vlaar             |
| 5  | Paesi Bassi (bandiera) | D     | Ridgeciano Haps       |
| 6  | Paesi Bassi (bandiera) | C     | Ben Rienstra          |
| 7  | Iran (bandiera)        | A     | Alireza Jahanbakhsh   |
| 8  | Paesi Bassi (bandiera) | C     | Joris van Overeem     |
| 9  | Paesi Bassi (bandiera) | A     | Wout Weghorst         |
| 11 | Svezia (bandiera)      | A     | Muamer Tanković       |
| 12 | Grecia (bandiera)      | D     | Pantelīs Chatzīdiakos |
| 14 | Paesi Bassi (bandiera) | D     | Jop van der Linden    |
| 16 | Paesi Bassi (bandiera) | P     | Gino Coutinho         |

| N. |                              | Ruolo | Calciatore         |
| -- | ---------------------------- | ----- | ------------------ |
| 17 | Norvegia (bandiera)          | C     | Jonas Svensson     |
| 18 | Paesi Bassi (bandiera)       | C     | Iliass Bel Hassani |
| 19 | Paesi Bassi (bandiera)       | A     | Dabney dos Santos  |
| 20 | Paesi Bassi (bandiera)       | C     | Mats Seuntjens     |
| 22 | Paesi Bassi (bandiera)       | C     | Thomas Ouwejan     |
| 23 | Paesi Bassi (bandiera)       | D     | Derrick Luckassen  |
| 24 | Paesi Bassi (bandiera)       | P     | Tim Krul           |
| 25 | Paesi Bassi (bandiera)       | P     | Nick Olij          |
| 26 | Paesi Bassi (bandiera)       | C     | Jeremy Helmer      |
| 27 | Nigeria (bandiera)           | A     | Fred Friday        |
| 28 | Trinidad e Tobago (bandiera) | A     | Levi García        |
| 29 | Paesi Bassi (bandiera)       | D     | Fernando Lewis     |
| 30 | Belgio (bandiera)            | D     | Stijn Wuytens      |

## Risultati

### Europa League
| Arbitro: | Mattias Gestranius |

|               |           |  |
| Luckassen 36’ | Marcatori |  |

| Arbitro: | Robert Schörgenhofer |

|          |           |                                |
| Conde 9’ | Marcatori | 29’ Dabney Souza 36’ Luckassen |

| Arbitro: | Paolo Tagliavento |

|  |           |                                  |
|  | Marcatori | 32’, 83’ S. Wuytens 45+2’ Friday |

| Alkmaar 25 agosto 2016, ore 20:00 CET Spareggio - ritorno | AZ Alkmaar     | 0 – 0 referto | Vojvodina | AFAS Stadion (8 401 spett.)\| Arbitro: \| Tobias Stieler \| |
| Arbitro:                                                  | Tobias Stieler |               |           |                                                             |

| Arbitro: | Clayton Pisani |

|             |           |             |
| Wuytens 61’ | Marcatori | 89’ Kilduff |

| Arbitro: | Javier Estrada Fernández |

|                                                             |           |  |
| Kokorin 26’, 59’ Giuliano 48’ Criscito 66’ (rig.) Šatov 80’ | Marcatori |  |

| Arbitro: | István Kovács |

|            |           |                         |
| Mühren 72’ | Marcatori | 24’ Scarione 82’ Golasa |

| Tel Aviv 3 novembre 2016, ore 19:00 CET 4ª giornata | Maccabi Tel Aviv | 0 – 0 referto | AZ Alkmaar | Stadio Netanya (11 356 spett.)\| Arbitro: \| Davide Massa \| |
| Arbitro:                                            | Davide Massa     |               |            |                                                              |

| Arbitro: | István Vad |

|  |           |             |
|  | Marcatori | 9’ Weghorst |

| Arbitro: | Svein Oddvar Moen |

|                                   |           |                                 |
| Rienstra 7’ Haps 43’ Tanković 68’ | Marcatori | 58’ Giuliano 80’ (aut.) Wuytens |

| Arbitro: | Bobby Madden |

|                        |           |                                              |
| Jahanbakhsh 68’ (rig.) | Marcatori | 26’ Tousart 45+2’, 57’ Lacazette 90+5’ Ferri |

| Arbitro: | Aljaksej Kul'bakoŭ |

|                                                                 |           |            |
| Fekir 5’, 27’, 78’ Cornet 17’ Darder 34’ Aouar 87’ Diakhaby 89’ | Marcatori | 26’ García |